# Emil Radev
Emil Radev, né le 26 mai 1971 à Varna, est un homme politique bulgare, membre du Citoyens pour le développement européen de la Bulgarie (GERB). Il est député européen depuis 2014.